# Seminario di diritto europeo di Urbino
Il seminario di diritto europeo di Urbino è un seminario estivo organizzato ogni anno sin dal 1959 dal Centro di Studi Giuridici Europei di Urbino. I corsi del seminario, dispensati in francese, in italiano ed in inglese, nel cuore della Facoltà di Giurisprudenza dell'Università degli Studi di Urbino, da professori di numerose facoltà europee, si concentrano su questioni di attualità di diritto europeo, di diritto internazionale privato, di diritto comparato e di diritto italiano.
L'assiduità ai corsi del seminario permette il conseguimento di un attestato di frequenza ed il superamento degli esami del seminario consente di ottenere, a seconda dei casi, un Diploma di diritto comparato, un Diploma di Studi Europei, un Diploma di Diritto europeo approfondito od un Diploma di Studi europei approfonditi della Facoltà di Giurisprudenza dell'Università degli Studi di Urbino.

## Storia
Il seminario di diritto europeo di Urbino è stato inaugurato il 24 agosto 1959 da Henri Batiffol, Phocion Francescakis, Alessandro Migliazza, Francesco Capotorti, Enrico Paleari e Germain Bruillard. Fino al 2004, Cino e Simone Del Duca sono stati i patrocinatori del seminario. Dal 2009, i professori e ricercatori del Centro di Studi Giuridici Europei di Urbino, riuniti in seno al Gruppo Galileo, ottengono il finanziamento del programma Galileo di cooperazione scientifica tra Francia ed Italia.

## Corpo docente
Sin dalla creazione del seminario, i corsi sono dispensati per la maggior parte da professori invitati anche dall'Accademia di diritto internazionale dell'Aia : Riccardo Monaco (l'Aia 1949, 1960, 1968, 1977), Piero Ziccardi (1958, 1976), Henri Batiffol (1959, 1967, 1973), Yvon Loussouarn (1959, 1973), Mario Giuliano (1960, 1968, 1977), Phocion Francescakis (1964), Fritz Schwind (1966, 1984), Ignaz Seidl-Hohenveldern (1968, 1986), Edoardo Vitta (1969, 1979), Alessandro Migliazza (1972), René Rodière (1972), Georges Droz (1974, 1991, 1999), Pierre Gothot (1981), Erik Jayme (1982, 1995, 2000), Bernard Audit (1984, 2003), Michel Pélichet (1987), Pierre Bourel (1989), Pierre Mayer (1989, 2007), Tito Ballarino(1990), Hélène Gaudemet-Tallon (1991, 2005), Alegría Borrás (1994, 2005), Francesco Capotorti (1995), Bertrand Ancel (1995), Giorgio Sacerdoti (1997), José Carlos Fernández Rozas (2001), Horatia Muir Watt (2004), Andrea Bonomi (2007), Dário Moura Vicente (2008), Mathias Audit (2012), Christian Kohler (2012), Fabrizio Marrella (2013), Étienne Pataut (2013).